# Irmgard Flügge-Lotz
Irmgard Flügge-Lotz, nascida Irmgard Lotz (Hamelin, 16 de julho de 1903 — Stanford, 22 de maio de 1974) foi uma matemática e engenheira alemã. É conhecida por seu trabalho sobre a matemática da aerodinâmica, e por ter sido a primeira mulher a ser professora de engenharia na Universidade Stanford.

## Vida
Lotz nasceu em Hamelin, Alemanha, em 16 de julho de 1903. Depois que seu pai, Osark, um jornalista de viagem, foi convocado para o serviço militar na Primeira Guerra Mundial, a jovem Irmgard ajudou a família tornando-se tutora de matemática. Durante a escola e na universidade ela praticamente sustentou a família sozinha. Na universidade foi frequentemente a única mulher da turma. Em 1929 obteve um doutorado em engenharia, e passou por tempos difíceis para conseguir um emprego. Foi trabalhar no Instituto de Aerodinâmica em Göttingen. Após haver resolvido uma equação complicada relacionada à distribuição de pressão em uma asa denominada "método de Lotz", foi promovida a líder da equipe. Em 1938 casou com Wilhelm Flügge, um engenheiro civil, e o casal foi morar em Berlim, e mais tarde na pequena cidade de Bad Saulgau.
Após a Segunda Guerra Mundial não havia a necessidade de o casal Flügge serem submetidos a uma investigação de desnazificação, e eles mudaram-se para a França, e mais tarde para os Estados Unidos, onde lecionaram na Universidade Stanford. Flügge-Lotz iniciou novos cursos de engenharia lidando com a matemática da aerodinâmica. Trabalhou sobre o que chamou de "controle descontínuo", que lançou as bases para o controle de mísseis e sistemas de artilharia. Apesar de sofrer de artrite debilitante, Flügge-Lotz continuou sua pesquisa em engenharia, até após a aposentadoria.
Flügge-Lotz morreu no Stanford Hospital em 22 de maio de 1974, após uma longa doença.

## Obras
- Die Erwärmung des Stempels beim Stauchvorgang, Dissertation TH Hannover 1929
- Discontinuous Automatic Control, Princeton University Press 1953[4]
- Discontinuous and Optimal Control, McGraw Hill 1968